# Meksyk na Zimowej Uniwersjadzie 2013
Meksyk na Zimowej Uniwersjadzie 2013 reprezentowały 2 zawodniczki - Priscila Alavez i Mary Ro Reyes.

## Reprezentanci

### Łyżwiarstwo figurowe
Kobiety
| Konkurencja | Zawodnik        | Program krótki | Program krótki | Program dowolny | Program dowolny | Suma   | Suma    |
| Konkurencja | Zawodnik        | Punkty         | Miejsce        | Punkty          | Miejsce         | Punkty | Miejsce |
| ----------- | --------------- | -------------- | -------------- | --------------- | --------------- | ------ | ------- |
| Solistki    | Mary Ro Reyes   | 28,84          | 22.            | 57,39           | 22.             | 86,23  | 22.     |
| Solistki    | Priscila Alavez | 27,38          | 24.            | 44,49           | 24.             | 71,87  | 24.     |